# Wyndham-East Kimberley Shire
Koordinaten: 15° 46′ S, 128° 44′ O

Das Shire of Wyndham-East Kimberley ist ein lokales Verwaltungsgebiet (LGA) im australischen Bundesstaat Western Australia. Das Gebiet ist 117.514 km² groß und hat etwa 7000 Einwohner (2016).
Wyndham-East Kimberley liegt im äußersten Nordosten des Staates an der australischen Nordküste an der Grenze zum Northern Territory etwa 2200 Kilometer nordöstlich der Hauptstadt Perth. Der Sitz des Shire Councils befindet sich in der Stadt Kununurra, wo etwa 4300 Einwohner leben (2016).

## Verwaltung
Der Wyndham-East Kimberley Council hat neun Mitglieder. Sie werden von allen Bewohnern der LGA gewählt. Wyndham-East Kimberley ist nicht in Bezirke unterteilt. Aus dem Kreis der Councillor rekrutiert sich auch der Ratsvorsitzende und Shire President.